# Polsko-Litewska Komisja Podręcznikowa
Polsko-Litewska Dwustronna Komisja do badania problemów nauczania historii i geografii powstała w 1992 r. na podstawie na podstawie umowy zawartej w dniu 21 lutego 1992 r. w Wilnie pomiędzy Ministerstwem Edukacji Narodowej Rzeczypospolitej Polskiej a Ministerstwem Kultury i Oświaty Republiki Litewskiej. W skład komisji wchodzą obecnie eksperci z zakresu historii, literatury i geografii. Zakres jej prac reguluje Program współpracy ustalany pomiędzy obydwoma ministerstwami. Do podstawowych zadań komisji należy wyjaśnianie spornych kwestii z zakresu historii i geografii pojawiających się w obowiązujących podręcznikach szkolnych i programach nauczania. Opinie i wskazówki wypracowane przez komisje mają być brane pod uwagę przy powstawaniu nowych programów i podręczników.
Skład Komisji (stan na 2012 r.):
strona polska
- prof. dr hab. Adam Suchoński – przewodniczący strony polskiej – historyk, dydaktyk
- prof. dr hab. Mieczysław Jackiewicz – filolog, lituanista
- prof. dr hab. Bohdan Łukaszewicz – historyk
- dr Aleksander Srebrakowski – historyk
- dr Mariusz Kowalski – geograf
- dr Krzysztof Kafel – sekretarz strony polskiej

strona litewska
- dr Rimantas Miknys – przewodniczący strony litewskiej – historyk
- prof. dr Algirdas Jurgis Stanaitis – geograf
- doc. dr Algis Kasperavičius – historyk
- dr Elmantas Meilus – historyk
- dr Rimantas Jokimaitis – sekretarz strony litewskiej